# Вторые Коростели
Вторые Коростели — село в Рубцовском районе Алтайского края. Входит в состав Большешелковниковского сельсовета.

## История
Основано в 1836 г. В 1928 г. посёлок Коростели 2 состоял из 109 хозяйств, основное население — русские. В составе Шелковниковского сельсовета Рубцовского района Рубцовского округа Сибирского края.

## Население
| 1926 | 1931 | 1997 | 1998 | 1999 | 2000 |
| ---- | ---- | ---- | ---- | ---- | ---- |
| 530  | ↘431 | ↘332 | ↗333 | ↘323 | ↘313 |
| 2001 | 2002 | 2003 | 2004 | 2005 | 2006 |
| ↘302 | ↘287 | →287 | ↘273 | ↗277 | ↘274 |
| 2007 | 2008 | 2009 | 2010 | 2011 | 2012 |
| ↘270 | ↗272 | ↘270 | ↘248 | ↘246 | ↘240 |
| 2013 |      |      |      |      |      |
| ↘228 |      |      |      |      |      |